# Jay Park
Jay Park, pseudonimo di Park Jae-beom (Hangŭl:박재범; Hanja:朴載範; Edmonds, 25 aprile 1987), è un rapper sudcoreano naturalizzato statunitense. È stato il leader della boy-band sud coreana 2PM, e fa parte della b-boy crew AOM (Art Of Movement) di Seattle.

## Biografia
Jay Park nasce a Edmonds, nello stato americano di Washington, il 25 aprile 1987 da entrambi genitori coreani. Fin da piccolo mostra una grandissima passione per il ballo, in particolare la b-boying. Su di lui influiranno artisti di grande calibro come Michael Jackson e Usher.
Nel 2004 parteciperà all'audizione della casa discografica sudcoreana JYP Entertainment con sede a New York sotto consiglio della madre. Il fondatore della compagnia, Park Jin-young, dopo aver assistito alla sua audizione, decide di portarlo con sé in Corea del Sud nel gennaio 2005. Qui Jay Park otterrà una preparazione sul canto, il rap, il ballo e sulla lingua coreana. Nel 2008 debutterà con il gruppo pop 2PM, che sarà costretto a lasciare nel 2009 a causa di un suo vecchio commento pubblicato su MySpace in cui esprimeva il suo malcontento nel paese asiatico.
Rotto il contratto con la JYPE, torna a Seattle dai suoi genitori, e nel marzo 2010 posta una cover video di Nothin' on You di B.o.B su YouTube, che riceve oltre 2.000.000 visualizzazioni in un solo giorno; Jay Park inizia quindi ad intraprendere la sua carriera solista, pubblicando il suo primo EP Count On Me che raggiunse la vetta dei dischi più venduti in Corea del Sud.
A giugno dello stesso anno (2010) Jay torna in Corea del Sud per fare l'attore nel film Hype Nation, uscito il 16 gennaio 2014.
Nel luglio 2010, Jay Park firma un contratto con la SidusHQ, una delle più grandi case discografiche in Corea del Sud, con la quale rifarà un vero debutto come cantante solista e attore.
Il 27 aprile 2011 esce il suo primo mini-album Take a Deeper Look che finisce sold-out pochi giorni dopo, con 80.000 pre-ordini. Con il brano Abandoned Jay Park è stato il primo artista incoronato vincitore con un debut-stage al programma di KBS Music Bank ed è anche il primo e unico solista a vincere il "Record of the Year" al 2011 Golden Disk Awards.
Nel tardo settembre 2013 Jay Park fonda una nuova casa discografica chiamata AOMG (Above Ordinary Music Group) divenendone il CEO; in questa dopo pochi mesi entra anche Simon Dominic, richiesto da Jay Park stesso come co-CEO.
Nel 2017 fonda insieme al produttore e grande amico Cha Cha Malone la casa discografica internazionale hip hop H1ghr Music.

## Discografia

### Album in studio
- 2012 – New Breed
- 2014 – Evolution
- 2015 – Worldwide
- 2016 – Everything You Wanted
- 2019 – The Road Less Traveled
- 2024 – The One You Wanted

### Mixtape
- 2012 – Fresh A!r: Breathe !t

### EP
- 2010 – Count on Me
- 2011 – Take a Deeper Look
- 2011 – New Breed Part 1
- 2016 – Scene Stealers (con Ugly Duck)
- 2018 – Ask Bout Me
- 2019 – Nothing Matters
- 2019 – On Fire (con Yultron)
- 2019 – This Wasn't Supposed to Happen (con Hit-Boy)